# Bryomima
Bryomima es un género de polillas de la familia Noctuidae.

## Especies
- Bryomima carducha Staudinger, 1900
- Bryomima hakkariensis de Freina & Hacker, 1985